# Крест храбрых (фильм)
«Крест храбрых» (пол. Krzyz Walecznych) — польский художественный фильм, снятый в 1959 году режиссёром Казимежем Куцем на киностудии «KADR». Первая самостоятельная работа режиссёра.
Экранизация рассказов прозаика Юзефа Хена.
Премьера фильма состоялась 27 марта 1959 года.

## Сюжет
Фильм состоит из трёх новелл, объединённых, главным образом, типом главного героя — солдатами 1-й армии Войска Польского, простым человеком из низов, вырванных войной из обычной обстановки. Действие их происходит во время Второй мировой войны или сразу по её окончании.
Первая новелла под названием «Крест» (Krzyż), рассказывает о деревенском парне Франеке Сохе, награждённом за геройство боевым орденом — Крестом храбрых, который решает воспользоваться полагающимся по этому случаю отпуском, чтобы посетить родную деревню. Он надеется завоевать уважение родных и односельчан. Но война — это не только сражения на передовой. Приехав в родную деревню, Франек находит на её месте одни развалины от пожарищ.
Солдаты из второй новеллы под названием «Пёс» (Pies) подбирают на дороге бездомного пса. Когда становится ясно, что это сторожевая овчарка из концлагеря Освенцим, которую эсесовцы выдрессировали для охраны заключённых, их заботливое отношение к ней резко меняется, обращаясь в ненависть.
В третьей новелле под названием «Вдова» (Wdowa), полной юмора и лёгкой сатиры, повествуется о том, как после войны, в небольшом городке на западных землях, люди пытаются найти себя в новой реальности. В маленький городок приезжает вдова капитана-героя войны. Местные жители относятся к ней почти, как к объекту культа, создав из вдовы общественную легенду. Едва ли кто-нибудь видит, что она ещё молодая и привлекательная женщина, которая охотнее думает о будущем, чем о трауре по погибшему мужу.

## В ролях
- Ежи Турек — Франек Соха, орденоносец
- Богдан Баэр — Болеслав Петрак, парикмахер
- Гражина Станишевская — Малгожата, капитанская вдова
- Бронислав Павлик — Флорчак
- Адольф Хроницкий — Ольдак
- Зенон Бурзински — ксёндз
- Станислав Мильский — Бартоломей Коваль, крестьянин
- Халина Буйно-Лоза — Любожанка
- Збигнев Цибульский — Тадеуш Венцек, зоотехник
- Владислав Девойно — солдат
- Александер Фогель — Бужко
- Ядвига Ханская — мать вдовы
- Хенрик Хунко — поручик
- Богдана Майда — Петракова

## Награды
- 1959 — лауреат премии «Syrenka Warszawska» в категории «Лучший художественный фильм» режиссёр Казимеж Куц
- в 2009 году номинирован на премию «Złota Kaczka» в категории «Лучший историко-костюмированный фильм 100-летия польского кино»